# Olympische Winterspiele 2014/Snowboard – Halfpipe (Frauen)
Der Halfpipe-Wettbewerb der Frauen bei den Olympischen Winterspielen 2014 wurde am 12. Februar 2014 im Rosa Chutor Extreme Park ausgetragen. Es fanden eine Qualifikation, ein Halbfinale und das Finale statt.
Im Finale konnte sich die US-Amerikanerin Kaitlyn Farrington den Olympiasieg vor der Australierin Torah Bright sichern, welche um 0,25 Punkte die Titelverteidigung des Olympiasiegs von 2010 verpasste. Die Bronzemedaille gewann Kelly Clark aus den Vereinigten Staaten.

## Ergebnis

### Qualifikation

#### Gruppe 1
| Rang | Athletin            | Nation             | Läufe | Läufe | Punkte |
| Rang | Athletin            | Nation             | 1     | 2     | Punkte |
| ---- | ------------------- | ------------------ | ----- | ----- | ------ |
| 01   | Kelly Clark         | Vereinigte Staaten | 92,25 | 95,00 | 95,00  |
| 02   | Queralt Castellet   | Spanien            | 93,25 | 52,00 | 93,25  |
| 03   | Sophie Rodriguez    | Frankreich         | 78,50 | 25,50 | 78,50  |
| 04   | Li Shuang           | China              | 77,75 | 54,00 | 77,75  |
| 05   | Ursina Haller       | Schweiz            | 69,00 | 74,75 | 74,75  |
| 06   | Sun Zhifeng         | China              | 70,00 | 45,75 | 70,00  |
| 07   | Alexandra Duckworth | Kanada             | 42,25 | 69,75 | 69,75  |
| 08   | Šárka Pančochová    | Tschechien         | 42,75 | 66,25 | 66,25  |
| 09   | Stephanie Magiros   | Australien         | 27,25 | 57,25 | 57,25  |
| 10   | Hannah Trigger      | Australien         | 51,25 | 33,00 | 51,25  |
| 11   | Rebecca Sinclair    | Neuseeland         | 32,25 | 48,25 | 48,25  |
| 12   | Nadja Purtschert    | Schweiz            | 47,50 | 20,75 | 47,50  |
| 13   | Morena Makar        | Kroatien           | 44,75 | 22,75 | 44,75  |
| 14   | Holly Crawford      | Australien         | 43,00 | 33,75 | 43,00  |

#### Gruppe 2
| Rang | Athletin           | Nation             | Läufe | Läufe | Punkte |
| Rang | Athletin           | Nation             | 1     | 2     | Punkte |
| ---- | ------------------ | ------------------ | ----- | ----- | ------ |
| 01   | Torah Bright       | Australien         | 93,00 | 28,75 | 93,00  |
| 02   | Hannah Teter       | Vereinigte Staaten | 90,25 | 92,00 | 92,00  |
| 03   | Cai Xuetong        | China              | 74,25 | 88,00 | 88,00  |
| 04   | Kaitlyn Farrington | Vereinigte Staaten | 87,00 | 34,50 | 87,00  |
| 05   | Liu Jiayu          | China              | 81,50 | 83,50 | 83,50  |
| 06   | Mirabelle Thovex   | Frankreich         | 71,75 | 69,75 | 71,75  |
| 07   | Rana Okada         | Japan              | 66,00 | 69,75 | 69,75  |
| 08   | Clémence Grimal    | Frankreich         | 16,00 | 66,50 | 66,50  |
| 09   | Katie Tsuyuki      | Kanada             | 45,75 | 54,25 | 54,25  |
| 10   | Ella Suitiala      | Finnland           | 31,75 | 51,50 | 51,50  |
| 11   | Joanna Zając       | Polen              | 47,75 | 39,75 | 47,75  |
| 12   | Mercedes Nicoll    | Kanada             | 43,50 | 26,50 | 43,50  |
| 13   | Verena Rohrer      | Schweiz            | 34,50 | 31,50 | 34,50  |
| –    | Arielle Gold       | Vereinigte Staaten | DNS   | DNS   | DNS    |

### Halbfinale
| Rang | Athletin            | Nation             | Läufe | Läufe | Punkte |
| Rang | Athletin            | Nation             | 1     | 2     | Punkte |
| ---- | ------------------- | ------------------ | ----- | ----- | ------ |
| 01   | Kaitlyn Farrington  | Vereinigte Staaten | 87,50 | 53,25 | 87,50  |
| 02   | Liu Jiayu           | China              | 81,25 | 29,00 | 81,25  |
| 03   | Li Shuang           | China              | 80,00 | 56,75 | 80,00  |
| 04   | Ursina Haller       | Schweiz            | 74,50 | 43,00 | 74,50  |
| 05   | Mirabelle Thovex    | Frankreich         | 70,75 | 39,75 | 70,75  |
| 06   | Rana Okada          | Japan              | 58,50 | 70,00 | 70,00  |
| 07   | Katie Tsuyuki       | Kanada             | 55,50 | 56,25 | 56,25  |
| 08   | Clémence Grimal     | Frankreich         | 14,00 | 38,25 | 38,25  |
| 09   | Sun Zhifeng         | China              | 35,75 | 35,75 | 35,75  |
| 10   | Šárka Pančochová    | Tschechien         | 34,00 | 31,50 | 34,00  |
| 11   | Alexandra Duckworth | Kanada             | 32,50 | 25,75 | 32,50  |
| 12   | Stephanie Magiros   | Australien         | 26,50 | 20,50 | 26,50  |

### Finale
| Rang | Athletin           | Nation             | Läufe | Läufe | Punkte |
| Rang | Athletin           | Nation             | 1     | 2     | Punkte |
| ---- | ------------------ | ------------------ | ----- | ----- | ------ |
| 01   | Kaitlyn Farrington | Vereinigte Staaten | 85,75 | 91,75 | 91,75  |
| 02   | Torah Bright       | Australien         | 58,25 | 91,50 | 91,50  |
| 03   | Kelly Clark        | Vereinigte Staaten | 48,25 | 90,75 | 90,75  |
| 04   | Hannah Teter       | Vereinigte Staaten | 90,50 | 26,75 | 90,50  |
| 05   | Rana Okada         | Japan              | 47,75 | 85,50 | 85,50  |
| 06   | Cai Xuetong        | China              | 84,25 | 25,00 | 84,25  |
| 07   | Sophie Rodriguez   | Frankreich         | 77,75 | 79,50 | 79,50  |
| 08   | Li Shuang          | China              | 73,25 | 23,75 | 73,25  |
| 09   | Liu Jiayu          | China              | 15,75 | 68,25 | 68,25  |
| 10   | Mirabelle Thovex   | Frankreich         | 67,00 | 34,75 | 67,00  |
| 11   | Queralt Castellet  | Spanien            | 61,75 | 55,25 | 61,75  |
| 12   | Ursina Haller      | Schweiz            | 48,75 | 26,75 | 48,75  |